# Coupe Uteck
La Coupe Uteck est l'une des demi-finales de la compétition de football canadien inter-universitaire ainsi que le nom du trophée accordé au vainqueur. L'équipe gagnante de la Coupe Uteck dispute le championnat canadien, la Coupe Vanier, contre l'équipe championne de la Coupe Mitchell. La Coupe Uteck est la demi-finale qui se déroule à l'est du pays, alors que la Coupe Mitchell se déroule à l'ouest. Les conférences qui s'opposent à la Coupe Uteck alternent chaque année.

## Histoire
En 2002, la Coupe Churchill est renommée Coupe Uteck. On dispute la première Coupe Uteck en 2003.
La Coupe Uteck est nommée en l'honneur de Larry Uteck, ancien joueur étoile de la ligue canadienne de football et ancien entraîneur de football canadien à l'Université Saint Mary's.

## Liste des champions de la Coupe Uteck
| Date       | Champion                                    | Pointage                                    | Perdant                                     | Pointage                                    | Lieu                                        |
| ---------- | ------------------------------------------- | ------------------------------------------- | ------------------------------------------- | ------------------------------------------- | ------------------------------------------- |
| 2003-11-15 | Saint Mary's                                | 60                                          | Simon Fraser                                | 9                                           | Halifax, NS                                 |
| 2004-11-20 | Laval                                       | 30                                          | Laurier                                     | 11                                          | Québec, QC                                  |
| 2005-11-19 | Laurier                                     | 31                                          | Acadia                                      | 10                                          | Halifax, NS                                 |
| 2006-11-18 | Laval                                       | 57                                          | Acadia                                      | 10                                          | Québec, QC                                  |
| 2007-11-17 | Saint Mary's                                | 24                                          | Laval                                       | 2                                           | Halifax, NS                                 |
| 2008-11-16 | Laval                                       | 59                                          | Calgary                                     | 10                                          | Québec, QC                                  |
| 2009-11-21 | Calgary                                     | 38                                          | Saint Mary's                                | 14                                          | Haifax, NS                                  |
| 2010-11-20 | Laval                                       | 13                                          | Western                                     | 11                                          | Québec, QC                                  |
| 2011-11-18 | McMaster                                    | 45                                          | Acadia                                      | 21                                          | Moncton, NB                                 |
| 2012-11-17 | Laval                                       | 42                                          | Acadia                                      | 7                                           | Québec, QC                                  |
| 2013-11-16 | Laval                                       | 48                                          | Mount Allison                               | 21                                          | Sackville, NB                               |
| 2014-11-22 | Montréal                                    | 29                                          | Manitoba                                    | 26                                          | Montréal, QC                                |
| 2015-11-21 | Colombie-Britannique                        | 36                                          | Saint-Francis-Xavier                        | 9                                           | Antigonish, NS                              |
| 2016-11-19 | Laval                                       | 36                                          | Laurier                                     | 6                                           | Québec, QC                                  |
| 2017-11-18 | Western                                     | 81                                          | Acadia                                      | 3                                           | Wolfville, NS                               |
| 2018-11-17 | Laval                                       | 63                                          | Saint-Francis-Xavier                        | 0                                           | Québec, QC                                  |
| 2019-11-16 | Montréal                                    | 38                                          | Acadia                                      | 0                                           | Wolfville, NS                               |
| 2020-11-21 | Annulé en raison de la pandémie de COVID-19 | Annulé en raison de la pandémie de COVID-19 | Annulé en raison de la pandémie de COVID-19 | Annulé en raison de la pandémie de COVID-19 | Annulé en raison de la pandémie de COVID-19 |
| 2021-11-27 | Saskatchewan                                | 14                                          | Montréal                                    | 10                                          | Montréal, QC                                |
| 2021-11-19 | Saskatchewan                                | 36                                          | Saint-Francis-Xavier                        | 19                                          | Antigonish, NS                              |
| 2023-11-18 | Montréal                                    | 29                                          | Western                                     | 3                                           | Montréal, QC                                |
| 2024-11-16 | Laurier                                     | 48                                          | Bishop's                                    | 24                                          | Lennoxville, QC                             |

## Statistiques
| Équipe               | PJ | V | D | Pct.  |
| -------------------- | -- | - | - | ----- |
| Laval                | 9  | 8 | 1 | .889  |
| Montréal             | 4  | 3 | 1 | .750  |
| Laurier              | 4  | 2 | 2 | .500  |
| Saskatchewan         | 2  | 2 | 0 | 1,000 |
| Saint Mary's         | 3  | 2 | 1 | .667  |
| Colombie-Britannique | 1  | 1 | 0 | 1.000 |
| McMaster             | 1  | 1 | 0 | 1.000 |
| Calgary              | 2  | 1 | 1 | .500  |
| Western              | 3  | 1 | 2 | .333  |
| Bishop's             | 1  | 0 | 1 | .000  |
| Manitoba             | 1  | 0 | 1 | .000  |
| Mount Allison        | 1  | 0 | 1 | .000  |
| Simon Fraser         | 1  | 0 | 1 | .000  |
| Saint-Francis-Xavier | 3  | 0 | 3 | .000  |
| Acadia               | 6  | 0 | 6 | .000  |